# 3-я сапёрная армия
3-я сапёрная армия — армия сапёров в вооружённых силах СССР во время Великой Отечественной войны.

## Формирование
Сформирована в октябре 1941 года в Московском военном округе в составе 4, 5, 6-й и 7-й саперных бригад. Штаб армии располагался в Ярославле.
С февраля 1942 года — в подчинении Московской зоны обороны, выполняла совместно с 35, 36-й и 37-й бригадами 1-й саперной армии работы на Можайской линии обороны по строительству укрепленных районов на дальних подступах к Москве.
В марте — апреле 1942 года были расформированы 5-я и 7-я бригады армии; в сентябре — 4-я и 6-я бригады, а управление армии преобразовано в 34-е управление оборонительного строительства.

## Инженерные работы
Войска армии строили оборонительные сооружения на рубеже Пошехонье — Рыбинск — Горький — Чебоксары, а также Ивановский оборонительный обвод.

## Командный состав
Командующие:
- полковник Я. Д. Раппопорт (28 ноября 1941 г. — февраль 1942 г.)
- генерал-майор инженерных войск И. А. Петров (февраль 1942 г. — 28 апреля 1942 г.)
- полковник И. Н. Брынзов (28 апреля 1942 г. — 22 августа 1942 г.)
- полковник С. П. Гречкин (22 августа 1942 г. — 11 сентября 1942 г.)